# Боров, Олег
Олег Боров (род. 11 марта 1968) — советский казахстанский легкоатлет, специалист по бегу на короткие дистанции. Выступал на всесоюзном уровне во второй половине 1980-х годов, чемпион СССР, действующий рекордсмен Казахстана в эстафете 4 × 100 метров. Представлял Алма-Ату и физкультурно-спортивное общество «Динамо».

## Биография
Олег Боров родился 11 марта 1968 года. Занимался лёгкой атлетикой в Алма-Ате, выступал за Казахскую ССР и физкультурно-спортивное общество «Динамо».
В мае 1986 года на соревнованиях в Симферополе в беге на 100 метров показал результат 10,57, с которым вошёл в число лучших легкоатлетов в СССР. Также показал несколько высоких результатов в зачёте эстафеты 4 × 100 метров.
В мае 1988 года на всесоюзных соревнованиях в Сочи вместе с партнёрами по казахской команде Юрием Языниным, Владимиром Муравьёвым и Виталием Савиным установил ныне действующий рекорд Казахстана в эстафете 4 × 100 метров — 39,30. В июне в беге на 100 метров одержал победу на первенстве Казахской ССР в Алма-Ате. Позднее в июле на чемпионате СССР в Таллине с личным рекордом 10,45 финишировал восьмым в индивидуальном 100-метровом беге и с той же командой завоевал золото в эстафете 4 × 100 метров, показав результат 39,48.